# Fox Studios
Ne doit pas être confondu avec Fox Studios Australia ou 20th Century Studios.
Fox Studios est un studio de tournage voué aux productions cinématographiques et télévisuelles situé à Los Angeles sur Pico Boulevard. De nombreuses émissions et séries ont été et sont enregistrées dans ce studio.
Au nord du complexe se situe le gratte-ciel Fox Plaza, siège de 20th Century Fox et aussi utilisé pour certains films comme Piège de cristal (1988). Les studios comptent quinze plateaux de tournage et de nombreux bâtiments pour la production cinématographique.
Le complexe comprend aussi des bureaux dont les WM. Fox Building, Old Executive Building et New Executive Building ainsi que le Fox Network Center voué à la télévision.

## Historique
En 1915, William Fox fonde la Fox Film Corporation et en 1917 installe un studio à Hollywood à l'angle de Sunset Boulevard et Western Avenue.
Dans les années 1920, l'acteur de western Tom Mix achète 176 acres (71,22 ha) de basses prairies vallonnées entre les futurs boulevard West Pico et Santa Monica, alors des chemins de terres,. Trois anciens derricks avaient été installés avant 1911 sur le terrain. En 1925, Tom Mix vend le terrain à son employeur William Fox pour 1,5 million d'USD pour récupérer des liquidités. En 1927, Fox déménage sur les terrains de Mix et y tourne le film L'Heure suprême avec Janet Gaynor et Charles Farrell. Le bâtiment le plus ancien du site est la ferme de Tom Mix numéroté #41 et utilisé comme entrepôt d'arme et département des effets sonores. Le complexe est inauguré le 28 octobre 1928. Il est baptisé Movietone City en l'honneur du système Movietone et un jardin à la française comprenant ce nom est installé entre les avenues D et E au nord du complexe.
En 1935 à la suite de la fusion de Fox Film et Twentieth Century Pictures, un important plan d'agrandissement du studio est lancé avec la construction des stages 10, 11, 14, 15 et 16. D'autres édifices sortent de terre comme le #88 de bureaux administratifs (depuis nommé Old Executive Building), le #89 pour les accessoires (baptisé WM Fox Buidling), un agrandissement du Commissary et le #86 qui sont des loges en dur (surnommé Stars Building) finalisé en 1937. Le #86 comportent 14 loges sur deux niveaux. Plusieurs bungalows sont construits de part et d'autre de la Tennessee Gate, alors entrée principale du studio, pour héberger les stars comme le #69 qui a accueilli Shirley Temple
En 1940, Darryl F. Zanuck nouveau directeur de la production, fait acheter un terrain de golf mitoyen et agrandi les studios à 260 acres (105,22 ha).
En mai 1958, le studio alors en difficulté financière cherche à revitaliser le terrain situé au nord de l'Olympic Boulevard et simule une cérémonie de pose de première pierre pour un projet immobilier, nommé Century City. Le terrain est vendu à la société Alcoa en 1961 pour 43 millions d'USD et le premier édifice, le Gateway West est inauguré le 25 septembre 1963. Les Century Plaza Towers construite en 1975 font partie du complexe.
Au milieu des années 1970, le #86 est transformé en bureaux pour les équipes de production.
Le parc de stationnement du Fox Plaza est construit à la place du Sound Engineering Building.
Le 14 décembre 2017, selon Bloomberg, la 21st Century Fox conserverait ses locaux en cas de rachat par Disney dont les Fox Studios.

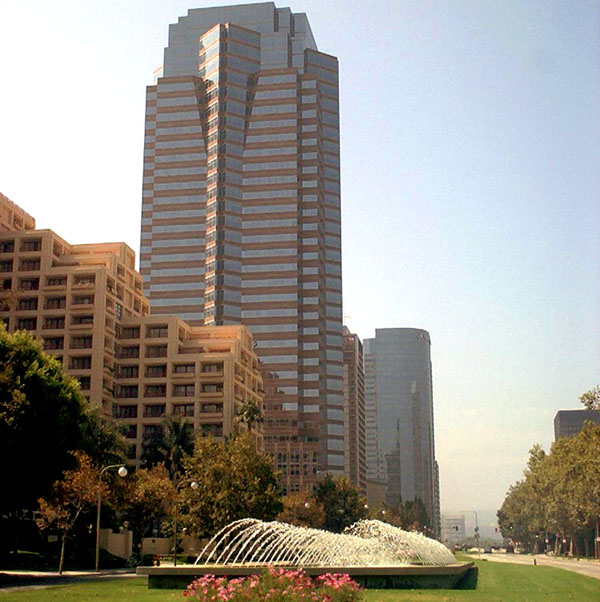
Le gratte-ciel Fox Plaza
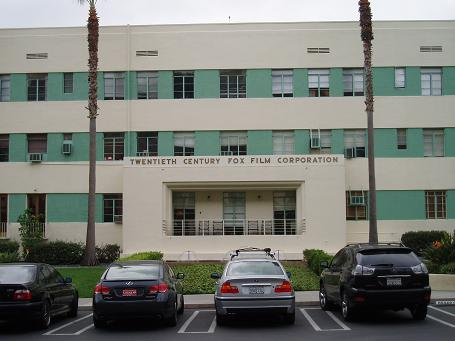
Le Old Executive Building
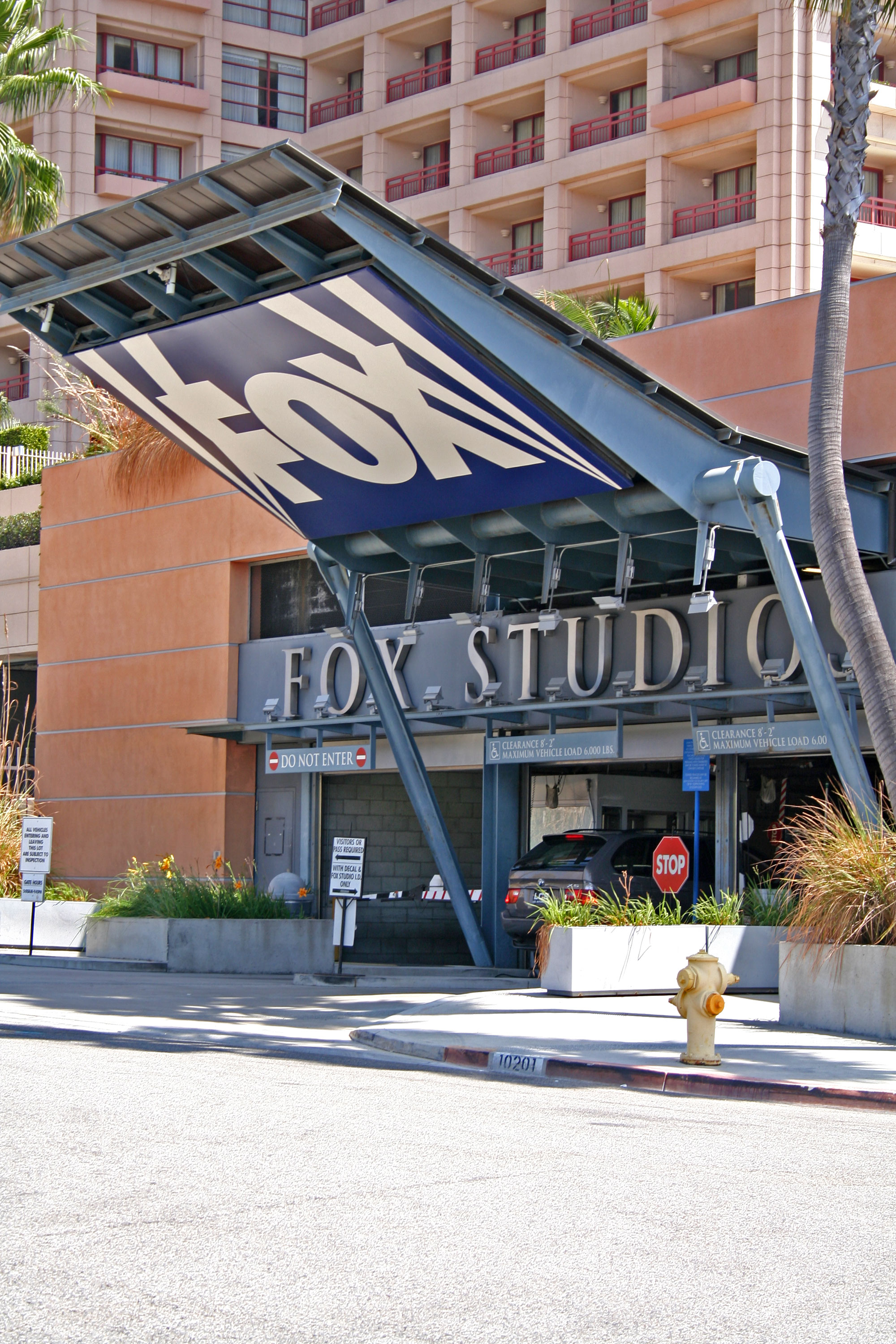
L'entrée du parking Galaxy Way au pied de la Fox Plaza
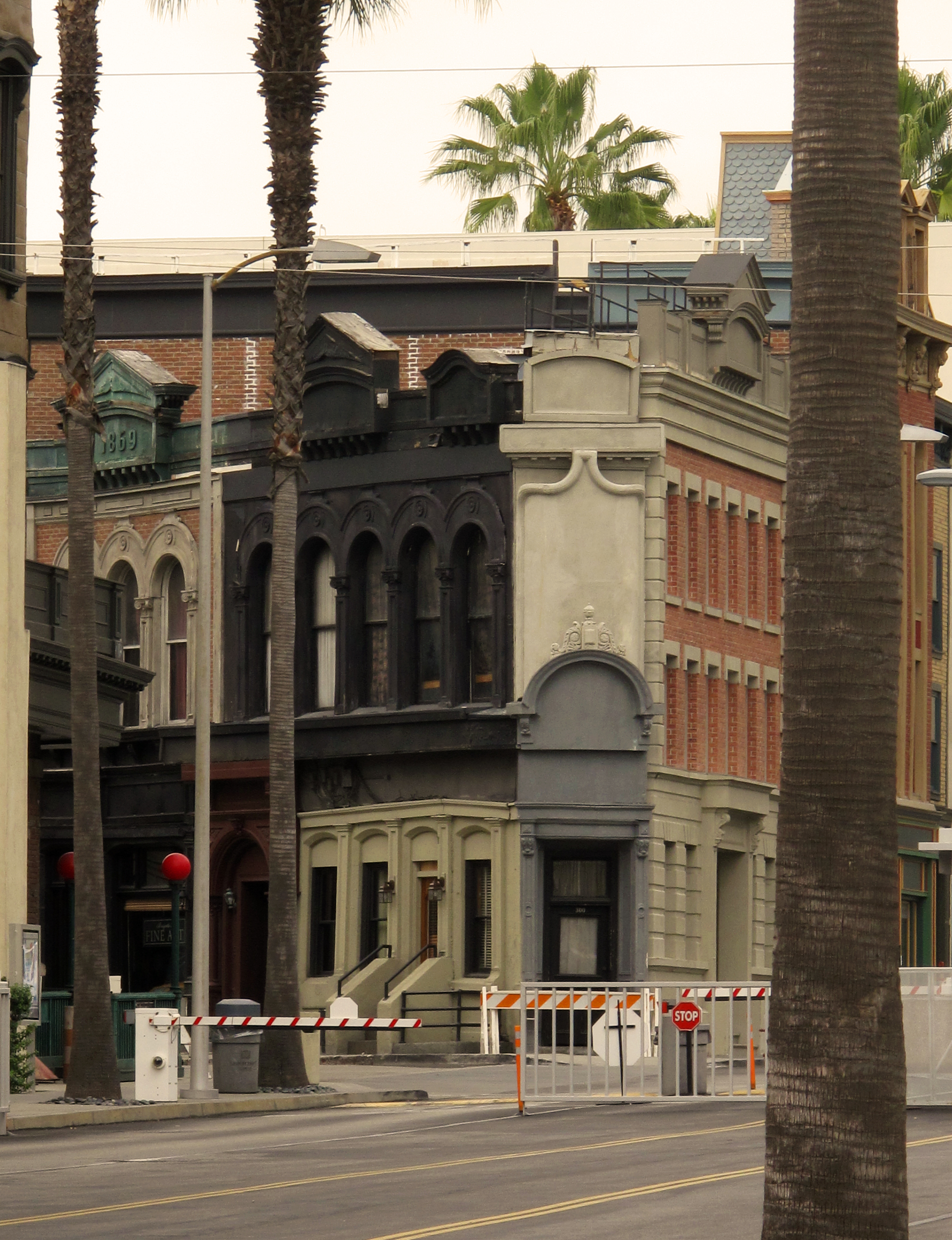
la New York Street en 2011

## Organisation du studio
Le studio est organisé par des rues parallèles au West Pico Boulevard, numérotées de 1 à 10 et des avenues nommées A à G, perpendiculaires. Il existe d'autres voies comme l'Avenue of the Palms qui sert d'entrée principales ou la New York Street qui est un décor situé entre le Old Executive Building et le WM Fox Building. A l'angle nord-est du complexe a été construit la tour Fox Plaza inaugurée en 1987.

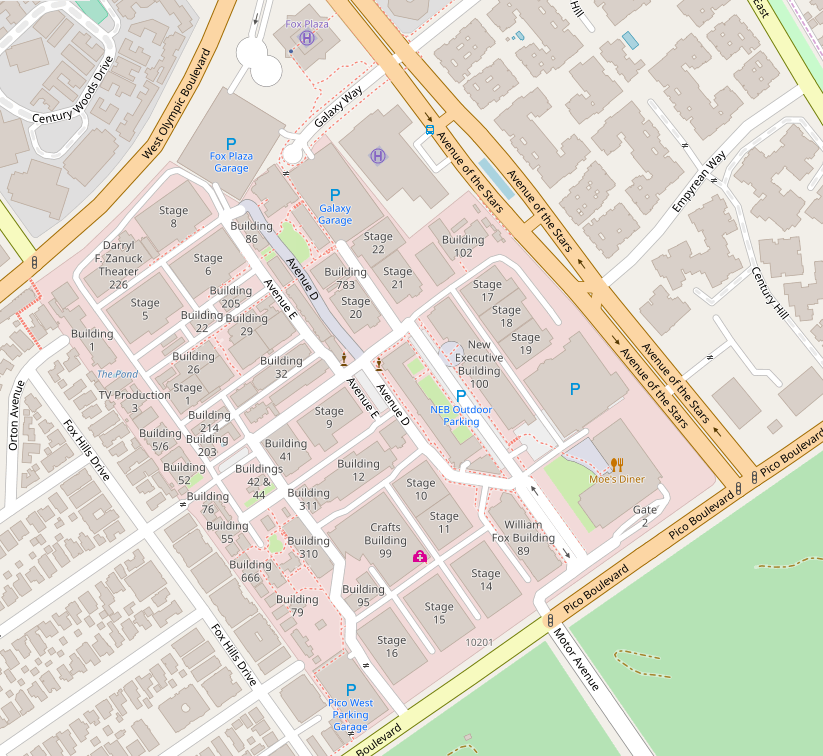
Carte des Fox Studios

Le complexe comprend 19 plateaux de tournages
- Stage 1 pour l'enregistrement de musique
- Stage 2 pour l'enregistrement d'effets sonores
- Stages pour les productions cinématographiques et télévisuelles
  - Stages 3, 4
  - Stages 5, 6 et 8 au nord du complexe
  - Stage 9 derrière le Old Executive Building
  - Stages 17, 18, 19 derrière le New Executive Building
  - 20 21 et 22 dans le prolongement de l'Avenue of the Palms
  - Stages 10, 11, 14, 15, 16 au sud, autour du Crafts Building

Autres édifices
- Le Old Executive Building et le New Executive Building sont situés de part et d'autre de l'Avenue of the Palms.
- Le Darryl F. Zanuck Theater situé à côté du Stage 8 permet de prévisualiser les films.
- Le Crafts Building héberge les studios de Fox Sports ainsi que le service médical.
- Le Fox Network Center accueille les services pour les chaînes câblées, derrière le New Executive Building.
- Le Building 3 hébergeait à l'origine la Fox Research Library qui a déménagé dans les sous-sols du William Fox Building 89 à la fin des années 1970[8].

Le complexe compte 3 parkings silo, celui du Fox Plaza, le Galaxy Way qui sont mitoyens au nord du complexe et le Pico West dans l'angle sud-ouest.

## Productions

### Films
voir Film tourné aux 20th Century Fox Studios.

### Télévision[9]
- Le Renard des marais (1959 – 1961)[10]
- Peyton place (1964 – 1969)
- Perdu dans l'espace (1965 – 1968)
- Au cœur du temps (1966 – 1967)
- Batman (1966 – 1968)
- Julia (1968 – 1971)
- Les Robinson suisses (1975 – 1976)
- Starsky et Hutch (1975 – 1979)
- Drôles de dames (1977 – 1985)
- La croisière s'amuse (1977 – 1987)
- Pour l'amour du risque (1979 – 1984)
- Trapper John md (1979 – 1986)
- L'homme qui tombe à pic (1981 – 1986)
- Dynastie (1981 – 1989)
- Comment se débarrasser de son patron (1982 – 1988)
- Espion modèle (1984 – 1985)
- Clair de lune (1985 – 1989)
- La loi de Los Angeles (1986 – 1994)
- Doogie houser md (docteur doogie) (1989 – 1993)
- Guerres privées (1991 – 1993)
- Un drôle de shérif (1992 – 1996)
- New York police blues (1993 – 2005)
- X files (1993 – 2018)
- Chicago hope (1994 – 2000)
- Dharma et Greg (1997 – 2002)
- Un toit pour trois (1998 – 2001)
- Judjing amy (1999 – 2005)
- Reba (2001 – 2007)
- Arrested development (2003 – 2019)
- Dr House (2004 – 2012)
- How I Met Your Mother (2005 – 2014)
- Prison break (2005 – 2017)
- Bones (2005 – 2017)
- Shark (2006 – 2008)
- American crime story (2016 – )